# 江南中街道
江南中街道（こうなんちゅうがいどう）は、広州市海珠区の街道。現行行政地名は江南中街道万松園社区、江南中街道青葵社区などの社区16個がある。面積は1.4km2。

## 地理
広州市海珠区の北西部に位置している。

## 歴史沿革
1984年12月、江南中街道が発足。

## 行政区画
16街道を管轄する。
| 番号 | 社区名     | 番号 | 社区名     |
| ---- | ---------- | ---- | ---------- |
| 01   | 万松園社区 | 09   | 青葵社区   |
| 02   | 聚源社区   | 10   | 紫金社区   |
| 03   | 杏園社区   | 11   | 紫竜社区   |
| 04   | 江宝社区   | 12   | 紫来社区   |
| 05   | 得勝社区   | 13   | 復興社区   |
| 06   | 聚竜社区   | 14   | 貴徳東社区 |
| 07   | 青鳳社区   | 15   | 万寿社区   |
| 08   | 南園西社区 | 16   | 南園東社区 |

## 施設

### 交通
・地下鉄の駅：